# Boter-kaas-en-eieren

Boter-kaas-en-eieren

De speler met 'o' heeft met de laatste zet gewonnen.

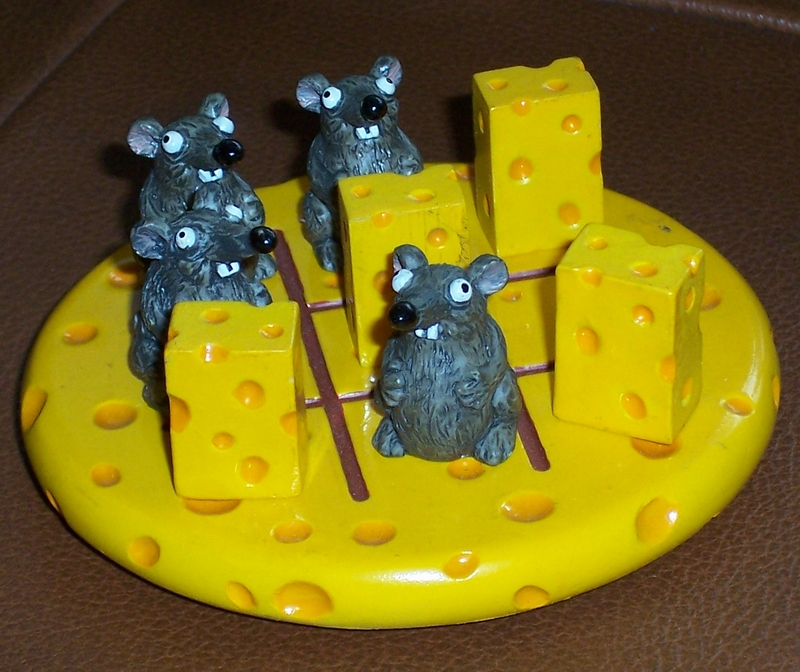
Decoratief spel, met kazen en muizen

Boter-kaas-en-eieren is een eenvoudig spel voor twee spelers. Hoewel 'boter-melk-kaas',  'oo maal oo', 'kruisje rondje' en 'tik-tak-tor' en (zeldzaam) 'melk-kaas-boter' ook voorkomen, is boter-kaas-en-eieren in het Nederlands sinds de tweede helft van de 20e eeuw de meest gebruikte naam voor het spel. Het spel wordt met een potlood of pen op papier gespeeld. Het spel bestaat ook als computerspel. Bordspellen bestaan ook, maar deze hebben vaak een meer decoratief doel.
Boter-kaas-en-eieren wordt gespeeld op een bord van 3 bij 3 velden. Bij het begin zijn alle velden leeg. Eén speler moet een kruis op leeg een veld tekenen, de andere speler een bolletje. Om beurten plaatsen de spelers hun symbool op een leeg veld. Degene die drie van zijn eigen tekens op een rij heeft, dat mag horizontaal, verticaal of diagonaal zijn, heeft gewonnen.
Het aantal verschillende mogelijke bordposities is 764, het lege bord niet meegerekend. Posities die door roteren of door spiegelen hetzelfde zijn, tellen daarbij voor een. Het aantal toegestane zetten vanaf het lege bord, daarna tussen deze bordposities tot een positie dat een van beide spelers heeft gewonnen of het bord vol is, is 2096. Zo zijn er drie verschillende mogelijke beginzetten: in het midden, in de hoek of in het midden van een rand. Een perfecte speler verliest nooit, ongeacht dat hij begint of niet.

## Geschiedenis
Spellen die op drie-op-een-rij-borden worden gespeeld, zijn terug te voeren tot het oude Egypte, waar dergelijke spelborden zijn gevonden op daktegels uit ongeveer 1300 v. Chr.
Waarom het spel boter-kaas-eieren wordt genoemd, is onbekend.
De Woordenschat uit 1899 noemt het spel onder de naam 'Boter, melk, kaas', met de omschrijving: kinderspelletje, waarbij op een vak van negen ruiten door de medespelenden beurtelings X of 0 wordt geschreven. Wie 't eerst drie maal X of 0 op een rij heeft, is winner en zegt : Boter, mellek, kaas Ik speel de baas.
Een boek uit 1871, De volksvermaken, vermeldt dat het spelletje populair was op school om de verveling tijdens saaie lessen te verdrijven. De schrijver merkt voorts op dat het al gespeeld werd door de Romeinen.

## Varianten
- OXO (spel)
- Cijfer boter kaas en eieren. De negen cijfers behalve nul worden in dit spel gebruikt. Ieder cijfer mag maar een keer worden gebruikt. De eerste speler speelt met de oneven getallen, de tweede speler met de even getallen. De speler die 15 punten in een lijn neerlegt wint, daarbij tellen de door de tegenstander neergelegde cijfers ook mee. Deze variant is door de wiskundige R. Graham bedacht.